# 外高桥功能区域
外高桥功能区域，是上海市浦东新区已撤销的一个政府组成部门，成立于2004年，其管辖范围包括外高桥保税区、高桥镇、高东镇和高行镇，功能区域管委会与外高桥保税区管委会合署办公。2006年7月1日，上海市外高桥保税区管理委员会、上海市浦东新区外高桥功能区域管理委员会机关迁入位于外高桥保税区基隆路9号的新址办公。2009年11月18日，随着上海综合保税区管理委员会的成立，外高桥功能区域相应的管理机构自然终结职能。